# کمیشان
کمیشان، روستایی است از توابع بخش مرکزی شهرستان نکا در استان مازندران ایران.

## جمعیت
این روستا در دهستان مهروان قرار دارد و براساس سرشماری مرکز آمار ایران در سال ۱۳۸۵، جمعیت آن ۱۶۰۲ نفر (۳۹۴خانوار) بوده‌است. مردم کمیشان از قومیت طبری هستند. مردم کمیشان به زبان طبری (مازندرانی) سخن می‌گویند.